# Чульман (річка)
Чульма́н — ліва притока Тимптону (сточище Алдану). Довжина 109км (з Правим Чульманом — 166км). Бере початок на північних схилах Станового хребта. Приймає 15 приток завдовжки понад 10км. У сточищі є близько 60 озер. Розкривається у першій декаді травня, замерзає у середині жовтня. Назва річки евенкійське: чулма — кварц (чулман — нефрит).
На берегах стоїть селище Чульман та місто Нерюнгрі.
Чульман утворюється внаслідок злиття Правого і Лівого Чульманів на висоті над рівнем моря 792м. Від початку до гирла Беркакіту (27км) річка тече серед не високих лісистих гір, буяючи дрібними гальковими перекатами з великими валунами. Ширина річища трохи більше 50м. Нижче Беркакіта ширина змінюється у межах 50-200 м. Зрідка зустрічаються острова. Береги валунно-рінньові, нерідко скелясті. Місцями до води спускаються кам'яні осипи.